# Entomacrodus sealei
Entomacrodus sealei is een straalvinnige vissensoort uit de familie van naakte slijmvissen (Blenniidae). De wetenschappelijke naam van de soort werd voor het eerst geldig gepubliceerd in 1903 door Bryan & Herre.